# Porsche Tennis Grand Prix 1999
Il Porsche Tennis Grand Prix 1999 è stato un torneo femminile di tennis giocato sul cemento indoor.
È stata la 22ª edizione del Porsche Tennis Grand Prix, che fa parte della categoria Tier II nell'ambito del WTA Tour 1999.
Si è giocato a Filderstadt in Germania, dal 4 al 10 ottobre 1999.

## Campionesse

### Singolare
Martina Hingis ha battuto in finale  Mary Pierce con il punteggio di 6–4, 6–1

### Doppio
Chanda Rubin /  Sandrine Testud hanno battuto in finale  Larisa Neiland /  Arantxa Sánchez Vicario con il punteggio di 6–3, 6–4